# Умершие в августе 1998 года
Это список известных людей, соответствующих установленным критериям значимости (см. Википедия:Критерии значимости персоналий), умерших в августе 1998 года.
Причина смерти указывается лишь в исключительных случаях (убийство, самоубийство, гибель в результате военных действий, смертная казнь, ДТП или несчастные случаи). В остальных случаях — не указывается.
- 1 августа — Эдуард Мурзаев (90) — физико-географ и топонимист, доктор географических наук.
- 3 августа — Харий Лиепиньш (70) — советский и латвийский актёр театра и кино. Народный артист СССР.
- 3 августа — Георгий Пухов (81) — советский учёный.
- 3 августа — Альфред Шнитке (63) — советский и российский композитор и пианист.
- 4 августа — Юрий Артюхин (68) — советский космонавт.
- 4 августа — Татьяна Нечипоренко — работница советской системы здравоохранения, участница Великой Отечественной войны, Герой Социалистического Труда.
- 4 августа — Алексей Рокитянский (76) — участник Великой Отечественной войны, Герой Советского Союза.
- 5 августа — Владимир Дунаевский (78) — советский и российский историк, доктор исторических наук.
- 5 августа — Тодор Живков (86) — болгарский политик, первый секретарь ЦК Болгарской компартии (фактический глава Болгарии) в 1954—1989.
- 5 августа — Михаил Фрумгарц — известный омский фотохудожник.
- 6 августа — Андре Вейль (92) — французский математик, брат философа Симоны Вейль.
- 6 августа — Генрик Хачатрян (60) — армянский прокурор.
- 8 августа — Халел Аргынбаев (73) — советский и казахский этнограф.
- 8 августа — Нургали Бариев (79) — председатель колхоза «Урняк» Арского района, Татарская АССР.
- 8 августа — Юрий Заюнчковский (77) — учёный-филолог, лингвист.
- 11 августа — Сергей Вонсовский (87) — советский и российский физик.
- 12 августа — Мухаммед Ашави (64—65) — сирийский государственный деятель, министр внутренних дел (1965—1968), министр иностранных дел (1968—1969)[1].
- 13 августа — Нино Ферре (63) — французский певец и композитор; самоубийство.
- 13 августа — Жюльен Грин (97) — французский писатель, романист, драматург американского происхождения.
- 14 августа — Яков Штанев (82) — участник Великой Отечественной войны, Герой Советского Союза
- 15 августа — Степан Пономарчук (85) — участник Великой Отечественной войны, Герой Советского Союза.
- 15 августа — Олег Реутов (77) — советский и российский химик-органик, академик АН СССР (с 1964) и РАН.
- 16 августа — Владимир Уан-Зо-Ли (88) — советский артист цирка, киноактёр.
- 17 августа — Владислав Комар (58) — польский спортсмен, толкатель ядра.
- 18 августа — Василий Харламов (77) — участник Великой Отечественной войны, Герой Советского Союза.
- 19 августа — Михаил Самохин (96) — участник Великой Отечественной войны, Герой Советского Союза.
- 20 августа — Андрей Панов (38) — советский и российский рок-певец, лидер группы «Автоматические удовлетворители» (1979—1998).
- 20 августа — Ульмас Шакиров (75) — участник Великой Отечественной войны, Герой Советского Союза.
- 21 августа — Гадий Арсланов (73) — журналист.
- 21 августа — Умар Тхабисимов (79) — адыгский композитор-песенник, певец, гармонист.
- 22 августа — Николай Пронин (76) — советский и российский хозяйственный и общественный деятель, почётный гражданин города Сызрани.
- 24 августа — Антонина Бринцева (86) — российский педагог, член Таганрогского подполья.
- 24 августа — Василий Глушко (77) — украинский советский учёный.
- 24 августа — Юлий Шрейдер (70) — математик, кибернетик и философ.
- 25 августа — Леван Мегрелишвили (67) — советский и грузинский железнодорожный строитель.
- 25 августа — Михаил Пучков (74) — участник Великой Отечественной войны, Герой Советского Союза.
- 25 августа — Гагик Саркисян (72) — армянский историк, академик АН Армянской ССР.
- 26 августа — Фредерик Райнес (80) — американский физик, профессор, лауреат Нобелевской премии по физике (1995) за открытие нейтрино.
- 27 августа — Тофик Тагизаде (79) — азербайджанский советский режиссёр, актёр и сценарист.
- 28 августа — Николай Затеев (72) — советский морской офицер, первый командир подводной лодки К-19.
- 28 августа — Павел Садомсков (74) — участник Великой Отечественной войны, Герой Советского Союза.
- 29 августа — Иосиф Вейнерович (88) — советский кинооператор и режиссёр документального кино. Народный артист БССР.
- 29 августа — Пётр Остапенко (84) — Полный кавалер Ордена славы.
- 30 августа — Валентин Козлов (65) — советский актёр театра и кино, муж актрисы Люсьены Овчинниковой; по другим данным, умер в сентябре.
- 30 августа — Михаил Михалина (74) — бывший чехословацкий, венгерский, украинский и советский футболист, а со временем советский и украинский футбольный тренер и спортивный функционер.
- 31 августа — Антон Борисов (94) — советский работник сельского хозяйства, Герой Труда.
- 31 августа — Георгий Бородин (79) — младший лейтенант Советской Армии, участник Великой Отечественной войны, Герой Советского Союза.
- 31 августа — Владимир Малик (77) — украинский советский писатель и поэт, автор приключенческих и исторических произведений.